# Etopozid
Etopozidul (sau etopozida) este un agent chimioterapic utilizat în tratamentul unor cancere. Este un derivat semisintetic de podofilotoxină, fiind un inhibitor de topoizomerază II. Calea de administrare disponibilă este cea intravenoasă.
Molecula a fost sintetizată prima dată în 1966 și a fost aprobată pentru uz medical în Statele Unite în anul 1983. Se află pe lista medicamentelor esențiale ale Organizației Mondiale a Sănătății.

## Utilizări medicale
Etopozidul este utilizat în tratamentul următoarelor forme de cancer:
- cancer testicular
- cancer pulmonar cu celule mici
- limfoame
- leucemii: monoblastice și mielomonoblastice acute
- cancer ovarian
- neoplazie trofoblastică gestațională

## Mecanism de acțiune
Molecula de etopozid formează un complex cu molecula de ADN și cu topoizomeraza II, ceea ce previne legarea celor două catene și duce la ruperea lor.